# Dislalia
A dislalia (do grego dys + lalia) é um distúrbio da fala, caracterizado pela dificuldade em articular as palavras. Basicamente consiste na má pronúncia das palavras contendo “R” e “L”, seja omitindo ou acrescentando fonemas, trocando um fonema por outro ou ainda distorcendo-os ordenadamente. A falha na emissão das palavras pode ainda ocorrer em fonemas ou sílabas. Assim sendo, os sintomas da Dislalia consistem em omissão, substituição ou deformação dos fonemas. 
De modo geral, a palavra do dislálico é fluida, embora possa ser até ininteligível, podendo o desenvolvimento da linguagem ser normal ou levemente retardado. Não se observam transtornos no movimento dos músculos que intervêm na articulação e emissão da palavra. 
Em muitos casos, a pronúncia das vogais e dos ditongos costuma ser correta, bem como a habilidade para imitar sons. Diante do paciente dislálico costuma-se fazer uma pesquisa das condições físicas dos órgãos necessários à emissão das palavras, verifica-se a mobilidade destes órgãos, ou seja, do palato, lábios e língua, assim como a audição, tanto sua quantidade como sua qualidade auditiva. 
As Dislalias constituem um grupo numeroso de perturbações orgânicas ou funcionais da palavra. No primeiro caso, resultam da malformações ou de alterações de inervação da língua, da abóbada palatina e de qualquer outro órgão da fonação. Encontram-se em casos de malformações congênitas, tais como o lábio leporino ou como consequência de traumatismos dos órgãos fonadores. Por outro lado, certas Dislalias são devidas a enfermidades do sistema nervoso central.
Quando não se encontra nenhuma alteração física a que possa ser atribuído a Dislalia, esta é chamada de Dislalia Funcional. Nesses casos, pensa-se em hereditariedade, imitação ou alterações emocionais e, entre essas, nas crianças é comum a Dislalia típica dos hipercinéticos ou hiperativos. Também nos deficientes mentais se observa uma Dislalia, às vezes grave ao ponto da linguagem ser acessível apenas ao grupo familiar.
Até os quatro anos, os erros na linguagem são normais, mas depois dessa fase a criança pode ter problemas se continuar falando errado. A Dislalia, troca de fonemas (sons das letras), pode afetar também a escrita. 
Alguns fonoaudiólogos consideram que a Dislalia não seja um problema de ordem neurológica, mas de ordem funcional. Segundo eles, o som alterado pode se manifestar de diversas formas, havendo distorções, sons muito próximos mas diferentes do real, omissão, ato em que se deixa de pronunciar algum fonema da palavra, transposições na ordem de apresentação dos fonemas (trocar máquina por mánica) e, por fim, acréscimos de sons. 
Dificuldade na linguagem oral, que pode interferir no aprendizado da escrita. A criança omite, faz substituições, distorções ou acréscimos de sons. Eis alguns exemplos:
- Omissão: não pronuncia sons - "omei" = "tomei";
- Substituição: troca alguns sons por outros - "balata" = "barata";
- Acréscimo: introduz mais um som - "Atelântico" = "Atlântico".

## Personagens com dislalia
Casos clássicos de portadores de dislalia são os personagens Cebolinha da Turma da Mônica, o Hortelino Troca-Letras ("Elmer Fudd") do Looney Tunes, Ming-Ming do Super Fofos e Nina do Nutri Ventures, que sempre trocam o "R" (inicial e intervocálico) por "L". No caso de Hortelino, o "R" final também é afetado. 
Uma curiosidade: o maior sonho do Cebolinha é ser o dono da rua (do bairro do Limoeiro) mas não consegue dizer, por causa da dislalia, a palavra "rua"; sai "lua". Alguns personagens acham que Cebolinha quer ser o dono da Lua, sem imaginarem que é da rua. Na Turma da Mônica Jovem, quando Cebolinha cresce, agora chamado de "Cebola", ele perde a dislalia. Apenas troca as letras quando fica nervoso.